# Callyspongia subcornea
Callyspongia subcornea är en svampdjursart som beskrevs av Griessinger 1971. Callyspongia subcornea ingår i släktet Callyspongia och familjen Callyspongiidae. Inga underarter finns listade i Catalogue of Life.